# Mellantjärnen (Hotagens socken, Jämtland)
Mellantjärnen är en sjö i Krokoms kommun i Jämtland och ingår i Indalsälvens huvudavrinningsområde.